# Gleditsia fera
Gleditsia fera — вид квіткових рослин з родини бобових (Fabaceae). Поширення: Південно-східний Китай, Лаос, Тайвань, Таїланд, В'єтнам. Населяє пологі схили, гірські долини, ліси, сонячні місця, росте біля сіл, біля доріг, іноді культивоване.

## Біоморфологічна характеристика
Це дерево заввишки 3–24 метри. Гілки сірувато-коричневі. Колючки міцні, гіллясті, товсті біля основи, до 13 см. Листя перистороздільне, 11–18 см; ніжка листка ≈ 1 мм; листочків 5–9 пар, зверху глибоко-коричневе, блискуче, від косо-еліптичного до ромбоподібно-довгастого, 2–7(12) × 1–3(5) см, знизу голі, зверху голе або іноді запушені на середній жилці, край городчастий, іноді неглибоко, тупо-пилчастий, верхівка округла та виїмчаста. Квітки по кілька в завитках, зеленувато-білі, завитки в пазушних або кінцевих китицях 7–16 см. Чоловічі квітки: 6–7 мм у діаметрі; чашолистків 5, трикутно-ланцетні, 2.5–3 мм; пелюсток 5, довгасті, з обох боків запушені; тичинок 10. Двостатеві квіти: 8–10 мм у діаметрі; чашечка та пелюстки схожі на чоловічі квітки, але чашечка з ворсинчастим кільцем всередині біля основи; тичинок 5 або 6. Біб стиснутий, 13.5–26(41) × 2.5–3(6.5) см, прямий або злегка вигнутий, іноді скручений, густо коричнево-жовто запушений у молодому віці, голий та стає темно-коричневим до чорнувато-коричневого у старості, верхівка з носиком 2–5 мм. Насіння численне, від коричневого до чорнувато-коричневого, стисле або чечевицеподібне, від яйцеподібного до довгастого, 8–11(14) × 5–6(11) мм, гладке. Цвітіння: квітень і травень; плодіння: червень — грудень.